# Berbești (gmina Laloșu)
Berbești – wieś w Rumunii, w okręgu Vâlcea, w gminie Laloșu. W 2011 roku liczyła 450 mieszkańców.